# Johannes Schwarzenberg
Johann von Nepomuk Erkinger Schwarzenberg (* 31. Januar 1903 in Prag, Österreich-Ungarn; † 26. Mai 1978 in Città della Pieve, Perugia) war ein österreichischer Diplomat und Botschafter.

## Leben
Johann von Nepomuk Erkinger Alfred Joseph Peter zu Schwarzenberg war der Sohn von Ida Hoyos zu Stichsenstein (* 31. August 1870) und Karl Friedrich Edmund Emanuel zu Schwarzenberg (* 1. Juli 1859; † 4. Oktober 1913). Er heiratete Kathleen de Spoelberch, ihre Kinder waren Erkinger und Colienne von Meran.
1921 machte er seine Matura in Prag und studiert Rechtswissenschaft an der Universität Wien
wo er 1926 zum Doktor der Rechte promoviert wurde. Er trat 1927 als Polizeikommissär in Wien in den Staatsdienst der Republik Österreich. 1928 bestand er eine praktisch-politische Prüfung bei der niederösterreichischen Landesregierung und 1930 die Diplomatenprüfung und trat in den auswärtigen Dienst. Von 1930 bis 1933 wurde er als Attaché in der Abteilung Auswärtige Angelegenheiten des Bundeskanzleramtes beschäftigt. Von 1933 bis 1936 war er Legationssekretär in Rom.
Von 1936 bis 1938 war er Legationssekretär in Berlin. Am 11. März 1938 wurde er Legationssekretär in Brüssel.
Nach dem Anschluss Österreichs floh er nach Genf, wo er als Jean-Etienne Schwarzenberg eingebürgert wurde und von 1940 bis 1945 als Direktor und Delegierter des Internationalen Komitees vom Roten Kreuz fungierte. Von 1940 bis 1942 leitete er die IKRK-Übersetzungsdienste. Ende 1942 übernahm er das Aufgabengebiet zivile Häftlinge und Juden. Er war Mitglied des ICRC Governing Board. Ab März 1944 leitete er die Division d'Assistance spéciale (DAS).
Im März 1946 trat Schwarzenberg erneut in den österreichischen diplomatischen Dienst ein. Von 1947 bis 1955 war er Vertreter der österreichischen Regierung in Rom. Von 1955 bis 1966 war er Ambassador to the Court of St James’s. Von 1966 bis 1969 war er Botschafter beim Heiligen Stuhl, war Präsident des Appeals Committee der FAO und führte eine Delegation der FAO nach dem Sechstagekrieg nach Syrien, Jordanien und Ägypten, um eine Hilfsaktion zugunsten der aus den besetzten Gebieten vertriebenen arabischen und palästinensischen Flüchtlinge einzuleiten. 1969 wurde er in den Ruhestand versetzt.